# Antoni Żochowski
Antoni Wacław Żochowski (ur. 27 maja 1904 w Umieninie Nagietkach, zm. wiosną 1940 w Charkowie) – polski farmaceuta, podporucznik rezerwy Wojska Polskiego, ofiara zbrodni katyńskiej.

## Życiorys
Syn Bronisława i Marianny z Archutowskich. Urodził się w Umieninie Nagietkach w pow. płockim.
Mianowany ppor. ze starsz. 1 stycznia 1933 roku. Przydzielony do 7. Szpitala Okręgowego, w którym odbywał ćwiczenia rezerwy.
Pracując jako starszy asystent przy Katedrze Chemii Uniwersytetu Poznańskiego prowadził prace o charakterze analitycznym pod kierunkiem profesora Konstantego Hrynakowskiego.

W czasie kampanii wrześniowej 1939 roku – po agresji ZSRR na Polskę – w nieznanych okolicznościach dostał się do niewoli sowieckiej. Przebywał w obozie w Starobielsku. Wiosną 1940 roku został zamordowany przez funkcjonariuszy NKWD w Charkowie i pogrzebany potajemnie w bezimiennej mogile zbiorowej w Piatichatkach, gdzie od 17 czerwca 2000 roku mieści się oficjalnie Cmentarz Ofiar Totalitaryzmu w Charkowie. Figuruje na Liście Starobielskiej NKWD, pod poz. 1105.
5 października 2007 minister obrony narodowej Aleksander Szczygło mianował go pośmiertnie na stopień porucznika. Awans został ogłoszony 10 listopada 2007 w Warszawie, w trakcie uroczystości „Katyń Pamiętamy – Uczcijmy Pamięć Bohaterów”.

## Edukacja
- 1925 – ukończył gimnazjum w Płocku
- 1930 – Wydział Farmacji Uniwersytetu  Poznańskiego
- 1931 – Szkoła Podchorążych Rezerwy Sanitarnych
- 1936 – doktor farmacji (rozprawa pt.: Budowa i asocjacja niektórych wyższych kwasów tłuszczowych na podstawie pomiarów polaryzacji cząsteczkowej)[10]

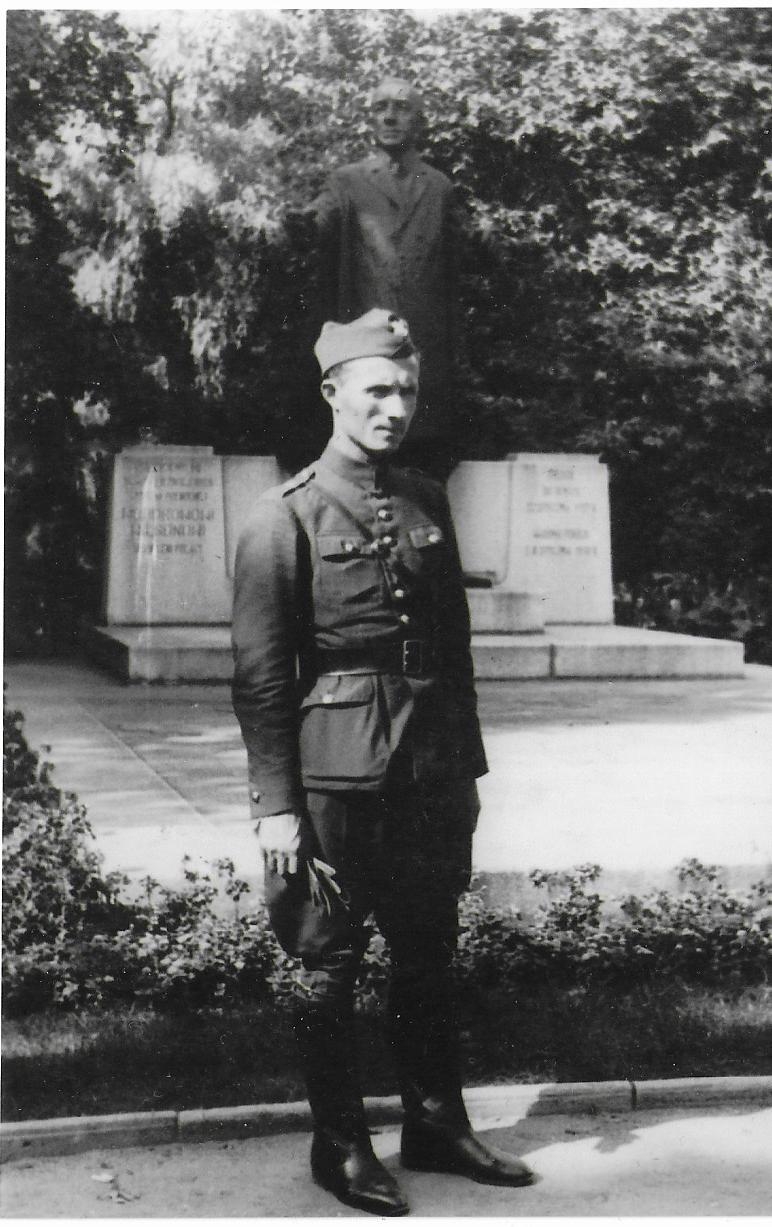
Antoni Żochowski (zdjęcie z archiwum rodzinnego).

## Odznaczenia
- Krzyż Kampanii Wrześniowej 1939 r. – 1 stycznia 1986 (pośmiertnie)[11]